# Sáo cánh đốm
Sáo cánh đốm (danh pháp hai phần: Saroglossa spiloptera) là một loài chim trong họ Sáo.
Sáo cánh đốm được tìm thấy ở các khu vực phía Bắc của tiểu lục địa Ấn Độ và các khu vực lân cận thuộc Đông Nam Á. Phạm vi của nó trải dài trên khắp Bangladesh, Ấn Độ, Nepal, Myanmar, Thái Lan, và có thể Bhutan. Môi trường sống tự nhiên của nó là rừng ẩm vùng đất thấp nhiệt đới hoặc cận nhiệt đới và rừng núi ẩm nhiệt đới hoặc cận nhiệt đới.